# Босиком по городу
«Босиком по городу» (англ. Barefoot) ― американский романтический комедийно-драматический фильм 2014 года режиссёра Эндрю Флеминга. Он является ремейком немецкого фильма 2005 года «Босиком по мостовой». Фильм был спродюсирован компанией WhiteFlame Productions, его премьера состоялась на Международном кинофестивале в Санта-Барбаре 2 февраля 2014 года, а 21 февраля 2014 года он вышел в ограниченный прокат.

## Сюжет
Джей Уилер, парень из богатой семьи, начинает работать уборщиком в психиатрической больнице Лос-Анджелеса, штат Калифорния. Однажды ночью, прогуливаясь по больнице, он подслушивает, как другой уборщик, Фракель, говорит пациентке, что он врач и должен провести ей медицинский осмотр, имея намерение изнасиловать её. Услышав это, Джей спасает Дейзи Кенсингтон от нападок Фракеля и говорит ей возвращаться в постель. Дейзи, попавшая в больницу после того, как всю жизнь росла в изоляции и ходила босиком, решает последовать за Джеем из больницы.
Вместо того, чтобы отправить Дейзи обратно в больницу, Джей решает привезти её домой и отправляется с ней на свадьбу своего брата в Новый Орлеан, штат Луизиана, чтобы убедить свою семью, что он наконец-то наладил свою жизнь. В то время как она производит впечатление на семью своим неподдельным, хотя и неустойчивым, обаянием, она также признается Джею, что попала в больницу за убийство своей матери. Во время свадьбы отец Джея, подозревая, что что-то не так, вытягивает из неё информацию, вызывая у Дейзи приступ паники. Когда Джей сажает её в такси, окруженный своей семьей, он рассказывает им правду о том, кто она такая и что он уборщик в психиатрической больнице и вернулся домой только за деньгами, чтобы расплатиться с ростовщиком. Когда Джей и Дейзи возвращаются в дом его родителей, они роются в машинах его отца в поисках ключей и отправляются домой на фургоне. Джей оставляет Дейзи на автобусной станции в Шривпорте, штат Луизиана, намереваясь бросить её, но в итоге передумывает.
Их путешествие превращается в веселое приключение, несмотря на то, что за ними охотятся: Дейзи за побег из больницы и Джей за то, что забрал её и нарушил свой испытательный срок. Поскольку Джей — единственный, кто умеет водить, они останавливаются, чтобы он мог поспать. Ночью Дейзи будит его из-за того, что сзади подъехал полицейский. Пока Джей прячется в шкафу, Дейзи рассказывает полицейскому, что её парень убежал, когда увидел мигающие огни. Полицейский  уходит и заходит в кусты на обочине дороги, чтобы найти её парня. Пока полицейский отвлекается, Дейзи выбрасывает ключи от его машины, чтобы они с Джеем могли сбежать, заставляя Джея увидеть её в другом свете. Несколько ночей спустя они отправляются на карнавал, на котором Дейзи никогда раньше не была, утверждая, что это лучший день в её жизни.
Позже, когда они делают остановку, Джей звонит доктору Бертлману, врачу, который лечил Дейзи. Затем она подслушивает, как он говорит, что собирается отвезти её обратно в Лос-Анджелес только для того, чтобы снова поместить в психиатрическую больницу. Она в слезах убегает к фургону одна и пытается уехать до того, как Джей сможет добраться до неё. Поскольку она знает только основы, которым её научил Джей, она заканчивает тем, что ездит по парковке кругами, прежде чем разбить фургон. Когда Джей открывает дверь, она вылезает плача, когда другие люди приходят проверить, как они. Затем Джей торопит их обоих в закусочную. Джей, заинтересованный Дейзи, на самом деле не веря, что она шизофреничка, как считает её врач, спрашивает её о том, говорили ли ей голоса убить свою мать. Дейзи говорит ему, что голоса слышала не она, а её мать. Однажды ночью её мать кричала, но Дейзи не пошла к ней, и когда она проснулась утром, её мать была мертва, что заставило Дейзи поверить, что она убила свою мать. Когда Джей яростно говорит Дейзи, что она не убивала свою мать, группа полицейских машин появляется у закусочной, чтобы арестовать Джея и Дейзи, предполагая, что им позвонил один из очевидцев аварии. Когда Джей целует Дейзи, копы заходят в закусочную и надевают на Джея наручники, разделяя его и Дейзи.
Когда мать Джея узнает, что он в тюрьме, она убеждает его отца внести за него залог, что он и делает. Когда Джей возвращается в свою квартиру, он обнаруживает, что дверь выбита, а его вещи разорваны на части. Выглянув в окно, он видит одного из головорезов ростовщика, ожидающего его снаружи, как раз в тот момент, когда ростовщик поднимает голову и видит его. Сбежав из своего жилого комплекса, Джей отправляется в психиатрическую больницу, чтобы навестить Дейзи, но охрана и доктор Бертлман велят ему уйти.
Отчаявшись, Джей идет на железнодорожную станцию и ложится на рельсы, чтобы его сочли склонным к самоубийству и отвезли в психиатрическую больницу. Доктор Бертлман, зная, что с Джеем все в порядке и что это была просто уловка, увольняет его, но после того, как Джей настаивает на том, что он склонен к самоубийству, доктор помещает его в одиночную камеру. Прежде чем Джея увозят, он говорит доктору, что голоса слышала не Дейзи, а её мать. Находясь в больнице, другой пациент сообщает Джею информацию о самочувствии Дейзи и подтверждает, что их держат порознь.
Той ночью Фракель тайком протаскивает головореза ростовщика в больницу, где затем идет и душит Джея цепью. Пока Джей пытается оттащить его, пациент, который давал ему информацию, убивает громилу, ударив его метлой по голове. После этого Джей просыпается в больнице, где доктор Бертлман извиняется перед Джеем за Фракеля и говорит ему, что он был прав насчет матери Дейзи, у которой был диагностирован шизофренический синдром. Затем доктор Бертлман решает выписать Джея и Дейзи из больницы. Прежде чем Джей отправляется на встречу с Дейзи, он получает письмо от своего отца, в котором содержится чек на 40 000 долларов для погашения его долгов. Затем Джей встречает Дейзи у входа в больницу, где они обнимаются и целуются, прежде чем уйти вместе, держась за руки.
Когда начинаются титры, в последней сцене Дейзи и Джей катаются на карусели.

## В ролях
- Эван Рейчел Вуд ― Дейзи
- Скотт Спидмен — Джей
- Трит Уильямс — мистер Уиллер
- Кейт Бёртон — миссис Уиллер
- Джей Кей Симмонс — доктор Бертлман
- Рикки Уэйн — Фракель

## Приём
Фильм получил в основном негативные отзывы. На Rotten Tomatoes он имеет рейтинг 14% со средним баллом 4,1 / 10, основанный на 21 отзыве. Metacritic, который использует средневзвешенное значение, присвоил фильму 22 балла из 100, основываясь на 12 критиках, что указывает на в целом неблагоприятные отзывы.
Барбара Ванденбург из Arizona Republic оценила фильм в 1,5 балла из 5 звезд и назвала фильм оскорбительно инфантилизирующим, впечатляюще безрассудным, лишенным химии романом и слишком тупым и сексистским, она назвала персонажа Эван Рэйчел Вуд мультяшным, похожим на маленькую русалочку, которая чуть ли не расчесывает волосы вилкой.